# Love to Make Music To
Albums de Daedelus
Live at Low End Theory
(2008) Righteous Fists of Harmony
(2010)
Love To Make Music To est un album du compositeur californien Daedelus sorti le 9 juin 2008 sur le label Ninja Tune. Plusieurs singles comprenant de nombreux remix sont sorties avant et après la sortie de cet album, dont le maxi Fair Weather Friends.

## Liste des titres
1. Fair Weather Friends – 3:06
2. Touchtone (feat. Paperboy and Taz) – 3:29
3. Twist The Kids (feat. N'fa) – 4:00
4. Get Off Your HiHats – 4:53
5. My Beau" (feat. Erika Rose and Paperboy) – 3:07
6. Make It So" (feat Micheal Johnson) – 3:54
7. Only For The Heartstrings – 3:18
8. I Car(ry) Us – 3:31
9. I Took Two – 3:23
10. Assembly Lines  – 3:33
11. Bass In It (feat. Taz)– 3:16
12. Hrs:Mins:Secs – 3:36
13. If We Should (feat. Laura Darlington) – 4:11
14. Drummery Jam – 4:00
15. You're The One (feat. Om'mas Keith) – 3:41